# Hana Růžičková
Hana Růžičková, później Vorlíčková (ur. 18 lutego 1941 w Třebotovie, zm. 29 maja 1981 w Pradze) – czeska gimnastyczka, dwukrotna medalistka olimpijska. W czasie swojej kariery sportowej reprezentowała Czechosłowację.

## Kariera sportowa
Zdobyła srebrny medal w wieloboju drużynowym na igrzyskach olimpijskich w 1960 w Rzymie. W wieloboju indywidualnym zajęła 33. miejsce, w ćwiczeniach na równoważni 26. miejsce, w ćwiczeniach wolnych 33. miejsce, w skoku przez konia 44. miejsce i w ćwiczeniach na poręczach 58. miejsce.  Na mistrzostwach świata w 1962 w Pradze także zdobyła srebrny medal w wieloboju drużynowym oraz zajęła 21. miejsce w wieloboju indywidualnym.
Ponownie zdobyła srebrny medal w wieloboju drużynowym na igrzyskach olimpijskich w 1964 w Tokio, a także zajęła 5. miejsce w wieloboju indywidualnym, 5. miejsce w ćwiczeniach na równoważni, 7. miejsce w ćwiczeniach na poręczach, 10. miejsce w ćwiczeniach wolnych i 18. miejsce w skoku.